# Palus Caprae

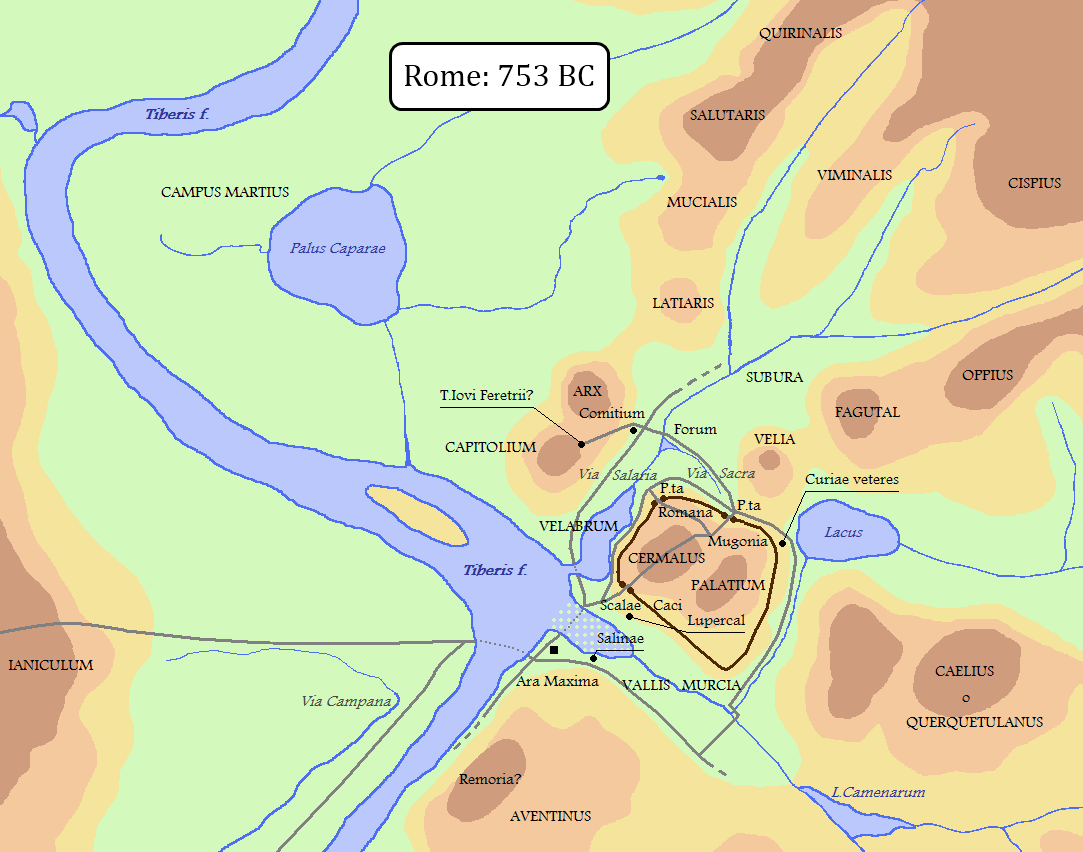
El Palus Caprae es el cuerpo de agua (casi circular) en el centro superior de este mapa especulativo de Roma en 753 a. C.

El Palus Caprae o Capreae (en latín ‘pantano de la cabra’) era un pantano ubicado en el Campo de Marte en la antigua Roma. Según la mitología, aquí fue donde Rómulo ascendió al cielo.

## Descripción
El pantano estaba alimentado por un pequeño arroyo llamado Petronia Amnis, que ya había desaparecido o había sido drenado en tiempos de Augusto. El Palus Caprae se encontraba en una pequeña cuenca, donde más tarde se construyó el Panteón, al oeste del Altar de Marte, supuestamente construido por Numa Pompilius, el sucesor de Rómulo. Ludwig Preller opinó que pudo haber sido el mismo sitio de la Aedicula Capraria en la Regio VI (Vía Lata), según la subdivisión de los rioni de Roma, y Filippo Coarelli conjeturó que la importancia mítica del Palus Caprae fue la razón para ubicar el Panteón allí.

## En la mitología
En las nonas de Quintilis (7 de julio), mientras Rómulo pasaba revista al ejército en el Campo de Marte cerca del Palus Caprae, una tormenta estalló repentinamente (acompañada de un eclipse solar) causando que el lugar se inundara. Al despejarse, cuando los aterrorizados romanos salieron de sus refugios, su rey no se encontraba por ningún lado.
La ocasión era conmemorada ritualmente el día de las Nonae Caprotinae.